# Cestopis
Cestopis je prozaický literární žánr, který můžeme podle jeho funkce zařadit jak do literatury dokumentární (publicistické), tak do literatury umělecké (zábavné).
Obsahem cestopisu je popis autorovy cesty do cizích zemí a krajin se záznamem jejich geografických, národopisných, kulturních, sociálních a jiných zvláštností. Dokumentárně hodnotné cestopisy vznikaly již ve starověku (Pausaniás, Strabón) a středověku (Marco Polo, Ibn Battúta). V české literatuře byla nejslavnější díla vytvořena v době humanismu a renesance (Jan Hasištejnský z Lobkovic, Kryštof Harant z Polžic a Bezdružic, Václav Vratislav z Mitrovic), v 19. století (Emil Holub) a ve 20. století (Alois Musil, Jiří Hanzelka a Miroslav Zikmund).
Cestopis jako žánr umělecké literatury je rovněž možno najít již ve starověku (Lúkianos) a středověku (Mandevillův cestopis). Tato vymyšlená, fantaskní a většinou i satirická díla tzv. podivuhodných cest, která navázala na klasickou cestopisnou literaturu, se rozvíjela zejména v období renesance (Cyrano de Bergerac) a v 18. století (Jonathan Swift, Gottfried August Bürger). V období preromantismu vznikl intelektuální cestopis (Laurence Sterne), který v Československu později rozvíjel například Karel Čapek. Mezi další významné české cestovatele s publikační činností patří dále: Adolf Parlesák, Alberto Vojtěch Frič, Otakar Batlička, či Jan Eskymo Welzl.

## Přenesený význam slova
Jakožto cestopis pak bývají někdy nesprávně označována i některá díla audiovizuální povahy (dokumentární film), jež mívají obvykle převážně dokumentární či publicistický obsah (např. televizní seriály typu Objektiv, Cestománie, Na cestě apod.).